# Arthur Kingsley Porter
Arthur Kingsley Porter (Stamford, Connecticut, 1883 - ofegat al mar, prop d'Irlanda, 1933) fou un historiador de l'art estatunidenc especialista en l'arquitectura i l'escultura romànica. Fou catedràtic a Harvard. Els seus darrers estudis versaren sobre l'art irlandès. Amic personal de Josep Puig i Cadafalch, coincidí amb ell en diverses apreciacions fins i tot abans de conèixer la seva obra.

## Obres
- Medieval architecture; its origins and development, with lists of monuments and bibliographies, New York: The Baker and Taylor Company, 1908, 2 Plantilla:Vol
- The construction of Lombard and Gothic vaults, New Haven, Yale University Press, 1911/
- Beyond Architecture, Boston: Marshall Jones Company, 1918
- The Seven who slept, Boston:Marshall Jones Company, 1919.
- The Sculpture of the West, Boston:Marshall Jones Company, 1921
- Lombard Architecture., New Haven: Yale University Press, 1915-17, 4
- Romanesque Sculpture of the Pilgrimage Roads, 1923, 10
- Spanish Romanesque Sculpture, 1928, 2
- The Crosses and Culture of Ireland, Londres: Oxford University Press, 1931.